# Ulica Skalbmierska w Warszawie
Ulica Skalbmierska – ulica w dzielnicy Bielany w Warszawie.

## Historia i styl architektoniczny
Ulica Kleczewska została ustanowiona podczas rozbudowy Starych Bielan w latach 30. XX wieku, plany związane z jej wytyczeniem przypadają na okres XX-lecia międzywojennego. Cechą charakterystyczną ulicy jest jej odstępstwo od stylu architektonicznego reszty ulic powstałych w tamtym okresie, obecne na niej bloki zaprojektowane są w stylu wielkiej płyty.

## Nazwa ulicy
Ulica nosi nazwę na cześć miejscowości Skalbmierz, zlokalizowanej w powiecie kazimierskim, w województwie świętokrzyskim.

## Gminna Ewidencja Zabytków m.st. Warszawy
Na ulicy Skalbmierskiej zlokalizowane są budynki zaklasyfikowane jako zabytki, włączenie tych budynków do ewidencji miało miejsce 24 lipca 2012 roku.
| ID obiektu | Adres            | Typ obiektu             | Nazwa historyczna obiektu   |
| ---------- | ---------------- | ----------------------- | --------------------------- |
| BIE03813   | Skalbmierska 1   | dom                     | Osiedle Huty Warszawa       |
| BIE03833   | Skalbmierska 11  | dom                     | Osiedle Bielany I (Blok VI) |
| BIE03834   | Skalbmierska 11A | dom                     | Osiedle Bielany I (Blok VI) |
| BIE03835   | Skalbmierska 12  | przedszkole             | Osiedle Bielany I (Blok VI) |
| BIE03836   | Skalbmierska 13  | dom                     | Osiedle Bielany I (Blok VI) |
| BIE03837   | Skalbmierska 14  | dom                     | Osiedle Bielany I (Blok VI) |
| BIE03838   | Skalbmierska 15  | dom                     | Osiedle Bielany I (Blok VI) |
| BIE03839   | Skalbmierska 16  | dom                     | Osiedle Bielany I (Blok VI) |
| BIE03840   | Skalbmierska 17  | dom                     | Osiedle Bielany I (Blok VI) |
| BIE03841   | Skalbmierska 18  | dom                     | Osiedle Bielany I (Blok VI) |
| BIE03769   | Skalbmierska 19  | dom                     |                             |
| BIE03814   | Skalbmierska 2   | dom                     | Osiedle Huty Warszawa       |
| BIE03842   | Skalbmierska 21  | dom                     | Osiedle Bielany I (Blok VI) |
| BIE03815   | Skalbmierska 3   | dom                     | Osiedle Huty Warszawa       |
| BIE03816   | Skalbmierska 4   | dom                     | Osiedle Huty Warszawa       |
| BIE03820   | Skalbmierska 5   | budynek administracyjny | Osiedle Huty Warszawa       |
| BIE03821   | Skalbmierska 6   | budynek administracyjny | Osiedle Huty Warszawa       |

## Obiekty użyteczności publicznej
Do obiektów zlokalizowanych na ulicy Skalbmierskiej oraz w jej pobliżu zaliczyć można:
| Nazwa obiektu                               | Adres                                                         | Współrzędne                                   |
| ------------------------------------------- | ------------------------------------------------------------- | --------------------------------------------- |
| Urząd Skarbowy Warszawa-Bielany             | ul. Skalbmierska 5                                            | 52°16′48,2″N 20°56′27,7″E/52,280059 20,941031 |
| Okrąglak                                    | - ul. Skalbmierska 7 - ul. Schroegera 95 - Al. Reymonta 32-34 | 52°16′50,6″N 20°56′27,4″E/52,280716 20,940939 |
| Ogólnopolska Organizacja "Kwiat Kobiecości" | ul. Skalbmierska 13                                           | 52°16′55,3″N 20°56′32,5″E/52,282021 20,942365 |
| Plac zabaw "Muszla"                         | ul. Skalbmierska 13                                           | 52°16′47,7″N 20°56′39,8″E/52,279917 20,944389 |
| Przedszkole nr 49 "Pluszowy Miś"            | ul. Skalbmierska 12                                           | 52°16′53,5″N 20°56′34,7″E/52,281539 20,942974 |

Obiektem ruchowym, zlokalizowanym na rogu ulic Kulczyckiej oraz Skalbmierskiej, jest kontener Polskiego Czerwonego Krzyża, do którego można umieszczać ubrania dla osób potrzebujących.

## Inwestycje finansowane zbudżetu partycypacyjnego
Jednym z obiektów kulturalnych odnowionych dzięki środkom budżetu partycypacyjnego Dzielnicy Bielany m.st. Warszawy jest Muszla bielańska, inwestycja miała miejsce w 2018 roku. Zadeklarowany koszt inwestycji wyniósł 40 000 zł. 

Renowacja rzeźby potocznie zwanej "muszlą" oraz organizacja akcji mającej na celu upowszechnienie wiedzy o dziedzictwie plastycznym PRL (wystawa, akcja fotograficzna). Betonowa rzeźba powstała jako modelowy element placu zabaw. Korzysta z niej już trzecie pokolenie mieszkańców Bielan! Dziś jednak ani jako sztuka użytkowa, ani "zabawka" nie spełnia swojej roli.